# Подковоносые
Подковоно́сые, или подковоносые летучие мыши (лат. Rhinolophidae) — семейство млекопитающих подотряда летучих мышей. Иногда подсемейство листоносовых выделяют в отдельное семейство Hipposideridae.

## Общее описание
Отличаются сложными кожно-хрящевыми выростами на морде, окружающими ноздри. У настоящих подковоносов выросты напоминают подковообразную пластинку, огибающую ноздри спереди и с боков; у подсемейства Hipposiderinae — листовидные. Вероятно, служат для формирования узкого пучка эхолокационных сигналов, которые подковоносые издают через ноздри. Уши у всех видов лишены козелка. Крылья широкие, закругленные, размахом 19—50 см. Хвост целиком включён в межбедренную перепонку, в покое загибается на спинную сторону. Задние конечности снабжены сильно загнутыми, очень острыми когтями, позволяют подковоносам ходить по потолку убежища вниз головой. Окрас обычно однотонный, бурый или рыжеватый; встречаются также почти белые и ярко-рыжие особи.
Размеры от мелких (наименьших в подотряде) до крупных. Длина тела 28—110 мм, масса от 6 до 150 г. У некоторых видов самцы крупнее самок. Передняя часть грудины, две первые пары рёбер, 7-й шейный и 1-й грудной позвонки срастаются между собой в единое костное кольцо. Дыхание преимущественно диафрагмальное, грудная клетка мало подвижна. Зубов 28—32; верхние резцы очень маленькие, почти не выступают из дёсен. Зубная формула такова 1.1.1-2.32.1.2-3.3
Подковоносы  Южного Китая стали источником коронавирусов SARS-CoV и  SARS-CoV-2.

## Образ жизни
Распространены в тропических, субтропических и отчасти умеренных широтах Восточного полушария, населяя Южную Европу, Азию, Африку, северную и восточную Австралию и многие острова Тихого океана.
Населяют разнообразные ландшафты от пустынь до лиственных лесов, не избегая антропогенных угодий; в горах встречаются до 3500 м над уровнем моря. День проводят в пещерах, кронах и дуплах деревьев, шахтах, реже в постройках, иногда скоплениями в несколько сотен особей. Во время сна окутывают себя крыльями и межбедренной перепонкой, как плащом. Дневной сон чуткий. Потревоженные, подковоносы издают низкие, скрипучие звуки. Виды умеренных широт впадают в зимнюю спячку; в жаркую погоду все подковоносы зачастую впадают в оцепенение.
Насекомоядны, питаются преимущественно ночными бабочками и двукрылыми насекомыми. Кормятся обычно поодиночке, только листоносы — небольшими группами. Кормовых территорий не защищают. Полёт небыстрый, очень маневренный. Листоносые (Hipposiderinae) ловят насекомых на лету; настоящие подковоносы охотятся обычно на небольшой высоте или в гуще растительности. Некоторые виды ждут добычу, свисая с ветки, и, только заметив её, бросаются в непродолжительную погоню. Многие подковоносые способны «зависать» на месте, что позволяет им подбирать добычу с листьев или из паучьих сетей. В полёте подковоносые издают эхолокационные сигналы преимущественно постоянной частоты и значительной продолжительности (до 20 мсек у листоносых). Сигналы производят с закрытым ртом через ноздри, что позволяет им одновременно есть.

## Размножение
Самка рождает 1 крупного детёныша в год. У многих видов спаривание происходит осенью перед спячкой, но зародышевое яйцо начинает развиваться только по весне. Детёныш рождается недоразвитым, весит до 25 % веса самки. В первые дни жизни он висит на теле матери, прицепившись к соску. Растёт быстро. В возрасте 30—40 дней молодые подковоносы уже самостоятельно кормятся и могут в одиночку совершать дальние миграции. У обыкновенных листоносов (Hipposideros) детёныши и после прекращения вскармливания держатся рядом с матерью. Половой зрелости подковоносы достигают к 2 годам. Продолжительность жизни крайне велика для таких мелких зверьков — до 30 лет.

## Классификация
Семейство включает порядка 130 видов, объединённых в 10 родов:
- Подсемейство Rhinolophinae
  - Подковоносы (Rhinolophus)
    - Серый подковонос (Rhinolophus acuminatus)
    - Подковонос Адама (Rhinolophus adami)
    - Азиатский подковонос (Rhinolophus affinis)
    - Ганский подковонос (Rhinolophus alcyone)
    - Подковонос Андерсена (Rhinolophus anderseni)
    - Лузонский подковонос (Rhinolophus arcuatus)
    - Средиземноморский подковонос (Rhinolophus blasii)
    - Калимантанский подковонос (Rhinolophus borneensis)
    - Подковонос Канута (Rhinolophus canuti)
    - Капский подковонос (Rhinolophus capensis)
    - Сулавесский подковонос (Rhinolophus celebensis)
    - Подковонос Жоффруа (Rhinolophus clivosus)
    - Мьянманский подковонос (Rhinolophus coelophyllus)
    - Андаманский подковонос (Rhinolophus cognatus)
    - Малый японский подковонос (Rhinolophus cornutus)
    - Подковонос Крега (Rhinolophus creaghi)
    - Подковонос Дарлинга (Rhinolophus darlingi)
    - Подковонос Декена (Rhinolophus deckenii)
    - Подковонос Дента (Rhinolophus denti)
    - Угандийский подковонос (Rhinolophus eloquens)
    - Южный подковонос (Rhinolophus euryale)
    - Восточный подковонос (Rhinolophus euryotis)
    - Большой подковонос (Rhinolophus ferrumequinum)
    - Дамарский подковонос (Rhinolophus fumigatus)
    - Гвинейский подковонос (Rhinolophus guineensis)
    - Подковонос Гильдебрандта (Rhinolophus hildenbrandti)
    - Малый подковонос (Rhinolophus hipposideros)
    - Подковонос Имайдзуми (Rhinolophus imaizumii)
    - Филиппинский лесной подковонос (Rhinolophus inops)
    - Кейский подковонос (Rhinolophus keyensis)
    - Подковонос Ландера (Rhinolophus landeri)
    - Индийский подковонос (Rhinolophus lepidus)
    - Гигантский подковонос (Rhinolophus luctus)
    - Подковонос Маклауда (Rhinolophus maclaudi)
    - Длинноухий подковонос (Rhinolophus macrotis)
    - Малайский подковонос (Rhinolophus malayanus)
    - Подковонос Маршалла (Rhinolophus marshalli)
    - Австралийский подковонос (Rhinolophus megaphyllus)
    - Очковый подковонос (Rhinolophus mehelyi)
    - Североиндийский подковонос (Rhinolophus mitratus)
    - Тайваньский подковонос (Rhinolophus monoceros)
    - Спантанский подковонос (Rhinolophus nereis)
    - Подковонос Осгуда (Rhinolophus osgoodi)
    - Большеухий подковонос (Rhinolophus paradoxolophus)
    - Подковонос Пирсона (Rhinolophus pearsonii)
    - Филиппинский подковонос (Rhinolophus philippinensis)
    - Карликовый подковонос (Rhinolophus pusillus)
    - Королевский подковонос (Rhinolophus rex)
    - Подковонос Робинсона (Rhinolophus robinsoni)
    - Южнокитайский подковонос (Rhinolophus rouxii)
    - Рыжий подковонос (Rhinolophus rufus)
    - Мохнатый подковонос (Rhinolophus sedulus)
    - Подковонос Шамеля (Rhinolophus shameli)
    - Лесной подковонос (Rhinolophus silvestris)
    - Ломбокский подковонос (Rhinolophus simplex)
    - Кустарниковый подковонос (Rhinolophus simulator)
    - Малайзийский подковонос (Rhinolophus stheno)
    - Каштановый подковонос (Rhinolophus subbadius)
    - Рыжеватый подковонос (Rhinolophus subrufus)
    - Подковонос Свинни (Rhinolophus swinnyi)
    - Подковонос Томаса (Rhinolophus thomasi)
    - Трёхлистный подковонос (Rhinolophus trifoliatus)
    - Минданаоский подковонос (Rhinolophus virgo)
    - Юньнаньский подковонос (Rhinolophus yunanensis)
- Подсемейство Hipposiderinae
  - Anthops
    - Цветкомордый листонос (Anthops ornatus)

  - Трезубценосы (Asellia)
    - Эфиопский трезубценос (Asellia patrizii)
    - Обыкновенный трезубценос (Asellia tridens)

  - Трезубценосы Тейта (Aselliscus)
    - Южноазиатский трезубценос (Aselliscus stoliczkanus)
    - Молуккский трезубценос (Aselliscus tricuspidatus)

  - Cloeotis
    - Африканский трезубценос (Cloeotis percivali)

  - Целопсы (Coelops)
    - Бесхвостый листонос (Coelops frithii)
    - Волосатый листонос (Coelops hirsutus)
    - Листонос Робинсона (Coelops robinsoni)

  - Подковогубы (Hipposideros)
    - Абнский листонос (Hipposideros abae)
    - Гималайский листонос (Hipposideros armiger)
    - Сумеречный листонос (Hipposideros ater)
    - Карликовый листонос (Hipposideros beatus)
    - Двухцветный листонос (Hipposideros bicolor)
    - Ментавайский листонос (Hipposideros breviceps)
    - Каффрский листонос (Hipposideros caffer)
    - Шпороносный листонос (Hipposideros calcaratus)
    - Камерунский листонос (Hipposideros camerunensis)
    - Коричневый листонос (Hipposideros cervinus)
    - Малый листонос (Hipposideros cineraceus)
    - Листонос коммерсона (Hipposideros commersoni)
    - Венценосный листонос (Hipposideros coronatus)
    - Телефоминский листонос (Hipposideros corynophyllus)
    - Подковогуб Кокса (Hipposideros coxi)
    - Тиморский листонос (Hipposideros crumeniferus)
    - Короткохвостый подковогуб (Hipposideros curtus)
    - Ганский листонос (Hipposideros cyclops)
    - Hipposideros demissus
    - Диадемовый подковогуб (Hipposideros diadema)
    - Ужаснолицый листонос (Hipposideros dinops)
    - Листонос Дориа (Hipposideros doriae)
    - Hipposideros durgadasi
    - Даякский листонос (Hipposideros dyacorum)
    - Hipposideros edwardshilli
    - Тёмный подковогуб (Hipposideros fuliginosus)
    - Бурый подковогуб (Hipposideros fulvus)
    - Хохлатый листонос (Hipposideros galeritus)
    - Hipposideros gigas
    - Hipposideros grandis
    - Hipposideros griffini[4]
    - Таиландский листонос (Hipposideros halophyllus)
    - Hipposideros hypophyllus
    - Сулавесский листонос (Hipposideros inexpectatus)
    - Hipposideros inornatus
    - Листонос Джонса (Hipposideros jonesi)
    - Листонос Ламотта (Hipposideros lamottei)
    - Цейлонский листонос (Hipposideros lankadiva)
    - Обыкновенный листонос (Hipposideros larvatus)
    - Листонос Лекагула (Hipposideros lekaguli)
    - Щитомордый листонос (Hipposideros lylei)
    - Церамский листонос (Hipposideros macrobullatus)
    - Hipposideros madurae
    - Листонос Мэгги (Hipposideros maggietaylorae)
    - Листонос Эллена (Hipposideros marisae)
    - Эфиопский листонос (Hipposideros megalotis)
    - Новогвинейский листонос (Hipposideros muscinus)
    - Малайзийский листонос (Hipposideros nequam)
    - Минданаоский листонос (Hipposideros obscurus)
    - Папуанский листонос (Hipposideros papua)
    - Hipposideros pelingensis
    - Большеухий листонос (Hipposideros pomona)
    - Листонос Пратта (Hipposideros pratti)
    - Подковогуб-пигмей (Hipposideros pygmaeus)
    - Листонос Ридлея (Hipposideros ridleyi)
    - Hipposideros rotalis
    - Красный листонос (Hipposideros ruber)
    - Hipposideros scutinares
    - Листонос Семона (Hipposideros semoni)
    - Hipposideros sorenseni
    - Индийский листонос (Hipposideros speoris)
    - Узкоухий листонос (Hipposideros stenotis)
    - Hipposideros sumbae
    - Hipposideros thomensis
    - Рюкюйский листонос (Hipposideros turpis)
    - Hipposideros vittatus
    - Листонос Уолластона (Hipposideros wollastoni)

  - Paracoelops
    - Воронкоухий листонос (Paracoelops megalotis)

  - Rhinonicteris
    - Золотистый листонос (Rhinonicteris aurantia)

  - Трилистоносы (Triaenops)
    - Мадагаскарский трилистонос (Triaenops furculus)
    - Персидский трилистонос (Triaenops persicus)

Подковоносые вместе с копьеносыми и мышехвостыми летучими мышами относятся к группе летучих мышей, наиболее близких к крыланам.
Порядка 79 видов подковоносых занесены в Международную Красную книгу, как вымирающие и малочисленные виды. На их численность влияет уничтожение природных местообитаний, вырубка лесов, а также использование пестицидов, которые накапливаются в насекомых, поедаемых летучими мышами.
На территории России обитают 4 вида настоящих подковоносов:
- очковый подковонос (Rhinolophus mehelyi),
- южный подковонос (Rhinolophus euryale),
- большой подковонос (Rhinolophus ferrumequinum),
- малый подковонос (Rhinolophus hipposideros),

из них только южный подковонос не занесён в Красную книгу РФ. Все они водятся на Северном Кавказе.